# Koronás cerkóf
A koronás cerkóf (Cercopithecus pogonias) az emlősök (Mammalia) osztályának a főemlősök (Primates) rendjébe, ezen belül a cerkóffélék (Cercopithecidae) családjáhba és a cerkófmajomformák (Cercopithecinae) alcsaládjába tartozó faj.

## Előfordulása
A koronás cerkóf az esőerdő magasabb szintjeiben Délnyugat-Nigériától Dél-Kamerunon át a Kongó-medencéig, valamint a Bioko-szigeten fordul elő.

## Alfajai
- Cercopithecus pogonias grayi
- Cercopithecus pogonias nigripes
- Cercopithecus pogonias pogonias
- Cercopithecus pogonias schwarzianus

## Megjelenése
A koronás cerkóf hím testhossza 50-66 centiméter, a nőstényé 38-46 centiméter; a hím farkának hossza 60-87 centiméter, a nőstényé 50-68 centiméter; a hím testtömege 3-6 kilogramm, a nőstényé 1,8-3,5 kilogramm. A majom bundája sárgás színű; a gerincoszlopon a váltól a farok felé szélesedő fekete sáv húzódik végig. A hím és a nőstény bundája egyforma színű. A végtagok szőrzete a kéz és a láb felé haladva egyre sötétedik. Kerek fején, rövid orr van. Pofája fekete színű, szőre a szája körül sárgás és selymes. Pofazacskóiban táplálékot tud szállítani. Homlokát és fejét világos olajzöld szőr borítja. Szemöldökétől a tarkójáig három fekete csík húzódik. A középső csík koronára hasonlít, a majom erről kapta a nevét. Az izmos hátsó lábak lényegesen hosszabbak a mellsőknél; segítségükkel a majom ügyesen ugrál az ágak között. A farok hosszú, vékony és szőrös, az állat jól tud vele egyensúlyozni, de fogásra nem alkalmas.

## Életmódja
A koronás cerkóf társas lény, és nappal aktív. Tápláléka levelek, hajtások, gyümölcsök, apró gerinctelen állatok és rovarok. A majom fogságban 30 évet élhet.

## Szaporodása
A nőstény 2-3, a hím 6-7 éves korban éri el az ivarérettséget. A párzási időszak májustól októberig tart. A vemhesség 5 hónapig tart, ennek végén a nőstény 1, néha 2 kölyköt ellik. Születésekor, egy kölyök 300 grammot nyom. Az elválasztás 6 hónap után következik be.